# Alexandra Manley
Alexandra Christina Manley (Hong Kong, 30 giugno 1964) è stata la prima moglie di Gioacchino di Danimarca dal 1995 al 2005.

## Biografia

### Gioventù e carriera
Alexandra Christina è nata a Hong Kong nel 1964, primogenita di Richard Nigel Manley (1924-2010; nato a Shanghai da padre britannico e madre cinese), dirigente di una compagnia assicurativa, e di Christa Maria Nowotny (1933-2023; di origini austriache e ceche), manager di una società comunicativa. Fu battezzata nella fede anglicana all'interno della cattedrale di San Giovanni. Ha due sorelle, Nicola Maria (1967) e Martine Frances (1969).
Dal 1969 al 1971 frequentò la Quarry Bay School e fino al 1974 la Glenealy Junior School. Nel 1982 concluse gli studi alla Island School e dal 1983 al 1984 studiò business alla Wirtschaftsuniversität di Vienna, poi a Tokyo fino al 1986. Tornò infatti a Hong Kong per lavorare come agente di cambio per Citibank e Jardine Fleming fino al 1989, anno in cui riprese gli studi a Londra, per terminarli nel 1990.
Dal 1990 al 1995 fu impiegata da GT Management Ltd. nel settore delle vendite e del marketing, diventandone vice manager nel 1993.

### Principessa di Danimarca
Conobbe Gioacchino di Danimarca a una festa nel 1994, durante un soggiorno lavorativo del principe a Hong Kong. Il fidanzamento venne annunciato nel maggio 1995. Furono sposati il 18 novembre nella cappella del castello di Frederiksborg e Alexandra si convertì alla fede luterana, rinunciando anche alla nazionalità britannica.
Con una parte del profitto derivato della vendita delle monete coniate per il matrimonio della coppia, venne istituito il Prins Joachims og Prinsesse Alexandras Fond. Sempre in occasione del matrimonio, con i fondi donati da molteplici associazioni, nacque il Fondo Internazionale per l'Istruzione del Principe Gioacchino e della Principessa Alexandra. Nel 2004 ebbe luogo la fusione dei due enti per costituire la Fondazione Principe Nikolai e Principe Felix (dai nomi dei figli della coppia), attiva per scopi umanitari, educativi e culturali dentro e fuori la Danimarca.
La principessa acquisì rapidamente popolarità presso la popolazione danese. Secondo lo storico della casa reale Lars Hovbakke Sørensen, tale notorietà fu da attribuire alla professionalità con cui Alexandra esercitava i suoi doveri d'ufficio e al fatto che, durante il suo matrimonio, fu l'unica nuora di Margherita II.
Si adattò con relativa facilità alla vita danese, imparando la lingua grazie alla padronanza che già aveva del tedesco. Conosce anche il cantonese, la lingua dominante a Hong Kong.
Il suo impegno in ambito filantropico incluse il patrocinio su 21 istituzioni (all'anno del suo divorzio) e la collaborazione con organizzazioni quali la Croce Rossa dei Bambini, la Società Danese per i Ciechi e Mother Help. Servì anche come ambasciatrice dell'UNICEF, recandosi in Thailandia per visitare i malati di HIV/AIDS.
Nel 2004 iniziarono a circolare voci che misero in dubbio la stabilità del matrimonio tra Alexandra e Gioacchino. Il 22 settembre si separarono, per poi divorziare l'8 aprile 2005. Fu il primo divorzio di una coppia reale danese da quello di Federico VII con Carolina di Meclemburgo-Strelitz. Il Folketing le concesse un reddito vitalizio e Alexandra mantenne il titolo di principessa, ma con il nuovo trattamento di Altezza. La regina Margherita II le conferì il titolo di contessa di Frederiksborg.

### Vita successiva
Il 3 marzo 2007 sposò il fotografo Martin Jørgensen (1978) in una cerimonia privata nella chiesa di Øster Egede, vicino Faxe. Di conseguenza perse il titolo principesco e il suo grado scese al trattamento di Eccellenza.
Nello stesso anno divenne capo del comitato etico e membro del CdA della filiale danese di Ferring Pharmaceuticals. Nel settembre 2015 venne annunciato il suo divorzio dal secondo marito, citando le differenze di valori tra i due come motivo di tale scelta. Nel 2016 abbandonò il suo patrocinio sulla sezione danese dell'UNICEF.

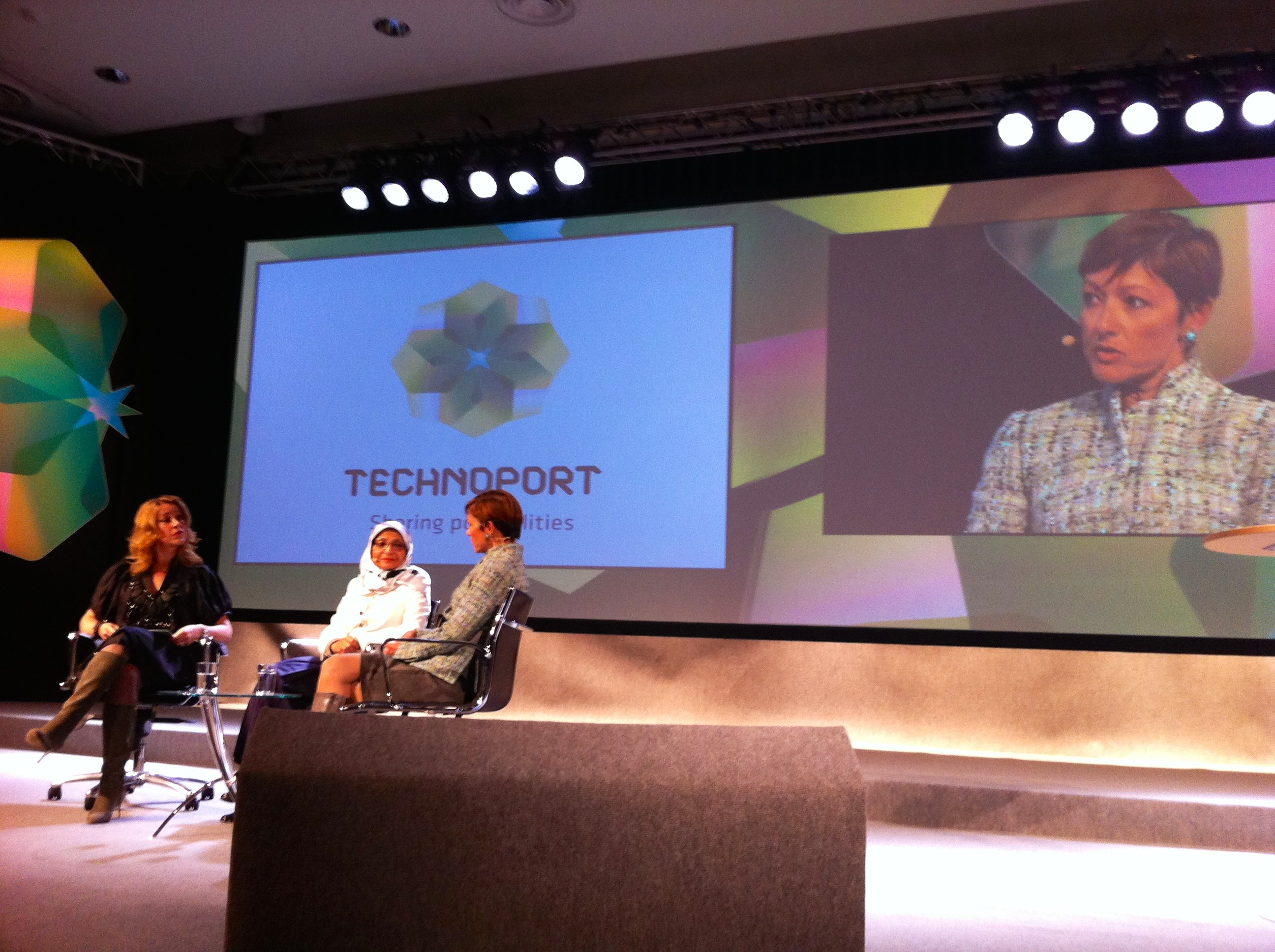
Alexandra Manley al Technoport 2012

Il 23 giugno 2017 annunciò che nel 2020 (in coincidenza con il 18⁰ compleanno del figlio Felix) avrebbe rinunciato al suo assegno annuale di 2,1 milioni di corone danesi. Nel 2019 il Governo le fornì comunque una cifra di 2,4 milioni di corone e il conferimento di tale mantenimento venne sempre più discusso dall'opinione pubblica. La rinuncia avenne effettivamente il 22 luglio 2020.
Nell'ottobre 2017 acquisì la carica di Poling Chair of Business and Government alla Kelley School of Business presso l'Università dell'Indiana, per l'anno accademico 2017/2018, con il compito di stimolare le interazioni tra le imprese private e i governi e le discussioni negli ambiti di leadership. Nel maggio 2020 venne assunta da Bang & Olufsen nello sviluppo di servizi per i clienti attraverso il marketing e le vendite. È membro fondatore del Mermaid Project, che ha l'obiettivo di raccogliere fondi per la ricerca sul cancro ginecologico.

#### Altre attività
Nel 2018 suscitò scalpore un ritratto di Alexandra eseguito dall'artista danese Lill-Marlen Elnegaard, che mostrava la contessa vestita in top con le spalle e le braccia scoperte. L'opera venne criticata perché ritenuta troppo esplicita.
Nello stesso anno pubblicò il libro Mitt lykkelige land con la giornalista Rykke Hildgaard e la canzone Wash Me Away, il cui ricavato fu devoluto all'organizzazione svedese Star For Life, che sostiene i bambini svantaggiati nell'Africa meridionale.

## Cariche
Alexandra Manley ha ricoperto le seguenti cariche:
- Membro d'Onore del Copenaghen Zonta Club I;
- Membro Onorario del Danish Primula Club;
- Presidentessa d'Onore dell'UNICEF Danimarca;
- Patrona della Danish Parkinson Disease Association;
- Patrona della Danish Association of the Blind;
- Patrona dell'Institution for Congregational Daycare;
- Patrona della National Association for Infant Deaths;
- Patrona del Nordsø Museum;
- Patrona della Danish Animal Foundation;
- Patrona dell'English Speaking Union of Denmark;
- Patrona di Randers Rainforest,
- Patrona dell'Odense Zoo;
- Patrona del Children’s Cultural Building Fyrtøjet;
- Patrona della Swedish Villa Foundation;
- Patrona di Ecco Walkathon.

## Opere
- (DA) Mit lykkelige land, con Rikke Hyldgaard, Politikens Forlag, 2018, ISBN 9788740052701.

## Discendenza
Alexandra Manley e il primo marito Gioacchino di Danimarca ebbero due figli:
- S.E. Conte Nikolai William Alexander Frederik di Monpezat (Copenaghen, 28 agosto 1999);
- S.E. Conte Felix Henrik Valdemar Christian di Monpezat (Copenaghen, 22 luglio 2002).

## Titoli e trattamento

Monogramma di Alexandra

- 30 giugno 1964 - 18 novembre 1995: Alexandra Christina Manley
- 18 novembre 1995 - 8 aprile 2005: Sua Altezza Reale, la principessa Alexandra di Danimarca
- 8 aprile 2005 - 16 aprile 2005: Sua Altezza, la principessa Alexandra di Danimarca
- 16 aprile 2005 - 3 marzo 2007: Sua Altezza, la principessa Alexandra di Danimarca, contessa di Frederiksborg
- 3 marzo 2007 - attuale: Sua Eccellenza, la contessa di Frederiksborg

## Ascendenza
|                                  |                      |                                 | Genitori                  |  |  | Nonni |  |  | Bisnonni           |  |  | Trisnonni     |  |
|                                  |                      |                                 |                           |  |  |       |  |  | John Thomas Manley |  |  | George Manley |  |
|                                  |                      |                                 |                           |  |  |       |  |  | John Thomas Manley |  |  | George Manley |  |
|                                  |                      | Mary Ann Fall                   |                           |  |  |       |  |  | John Thomas Manley |  |  |               |  |
| William Thomas Manley            |                      |                                 |                           |  |  |       |  |  | John Thomas Manley |  |  |               |  |
|                                  |                      | Mary Ho Li                      | Li Hwang                  |  |  |       |  |  |                    |  |  |               |  |
|                                  |                      | Mary Ho Li                      | Li Hwang                  |  |  |       |  |  |                    |  |  |               |  |
|                                  |                      | Mary Ho Li                      | Mǎ lì Ho                  |  |  |       |  |  |                    |  |  |               |  |
| Richard Nigel Manley             |                      | Mary Ho Li                      |                           |  |  |       |  |  |                    |  |  |               |  |
|                                  |                      | Omar Abdül Madar                | Abdül Razak Madar         |  |  |       |  |  |                    |  |  |               |  |
|                                  |                      | Omar Abdül Madar                | Abdül Razak Madar         |  |  |       |  |  |                    |  |  |               |  |
|                                  |                      | Omar Abdül Madar                | Farah Razaee              |  |  |       |  |  |                    |  |  |               |  |
| Frances Blanche Madar            |                      | Omar Abdül Madar                |                           |  |  |       |  |  |                    |  |  |               |  |
|                                  |                      | Sarah Shirazee                  | Ayman Narek Shirazee      |  |  |       |  |  |                    |  |  |               |  |
|                                  |                      | Sarah Shirazee                  | Ayman Narek Shirazee      |  |  |       |  |  |                    |  |  |               |  |
|                                  |                      | Sarah Shirazee                  | Esther Narayan            |  |  |       |  |  |                    |  |  |               |  |
| Alexandra Christina Manley       |                      | Sarah Shirazee                  |                           |  |  |       |  |  |                    |  |  |               |  |
|                                  | Eugen Alfred Nowotny | Karl Ferdinand Vinzenz Nowotny  |                           |  |  |       |  |  |                    |  |  |               |  |
|                                  | Eugen Alfred Nowotny | Karl Ferdinand Vinzenz Nowotny  |                           |  |  |       |  |  |                    |  |  |               |  |
|                                  | Eugen Alfred Nowotny | Elisabeth Lantay von Lauterbach |                           |  |  |       |  |  |                    |  |  |               |  |
| Karl Maria Franz Hermann Nowotny | Eugen Alfred Nowotny |                                 |                           |  |  |       |  |  |                    |  |  |               |  |
|                                  |                      | Marianne Bielohaubek            | Franz Bielohaubek         |  |  |       |  |  |                    |  |  |               |  |
|                                  |                      | Marianne Bielohaubek            | Franz Bielohaubek         |  |  |       |  |  |                    |  |  |               |  |
|                                  |                      | Marianne Bielohaubek            | Walpurga Juliana Cavallar |  |  |       |  |  |                    |  |  |               |  |
| Christa Maria Nowotny            |                      | Marianne Bielohaubek            |                           |  |  |       |  |  |                    |  |  |               |  |
|                                  |                      | Nikolaus Göde                   | Nikolaus Göde             |  |  |       |  |  |                    |  |  |               |  |
|                                  |                      | Nikolaus Göde                   | Nikolaus Göde             |  |  |       |  |  |                    |  |  |               |  |
|                                  |                      | Nikolaus Göde                   | Hermine Beness            |  |  |       |  |  |                    |  |  |               |  |
| Mathilde Göde Meier              |                      | Nikolaus Göde                   |                           |  |  |       |  |  |                    |  |  |               |  |
|                                  |                      | Mathilde Meier                  | Franz Meier               |  |  |       |  |  |                    |  |  |               |  |
|                                  |                      | Mathilde Meier                  | Franz Meier               |  |  |       |  |  |                    |  |  |               |  |
|                                  |                      | Mathilde Meier                  | Agnes Steiner             |  |  |       |  |  |                    |  |  |               |  |
|                                  |                      | Mathilde Meier                  |                           |  |  |       |  |  |                    |  |  |               |  |